# Oreocarya glomerata
Oreocarya glomerata là loài thực vật có hoa trong họ Mồ hôi. Loài này được (Pursh) Greene mô tả khoa học đầu tiên năm 1887.